# 杜维尔
杜维尔（法語：Douville，法語發音：[duvil]）是法国多尔多涅省的一个市镇，属于贝尔热拉克区。

## 地理
杜维尔（44°59'14"N, 0°35'38"E）面积19.91 平方千米，位于法国新阿基坦大区多爾多涅省，该省份为法国西南部内陆省份，是法國本土面积第三大的省，大致对应佩里戈尔地区，北起顺时针与夏朗德省、上维埃纳省、科雷兹省、洛特省、洛特-加龙省、吉倫特省和滨海夏朗德省接壤。
与杜维尔接壤的市镇（或旧市镇、城区）包括：布鲁、维朗布拉尔、蒙塔尼亚克-拉克朗普斯、圣马丹德孔布、博雷加尔和巴萨克、圣迈姆德佩雷罗勒、格兰-博尔达斯、康普塞格雷。

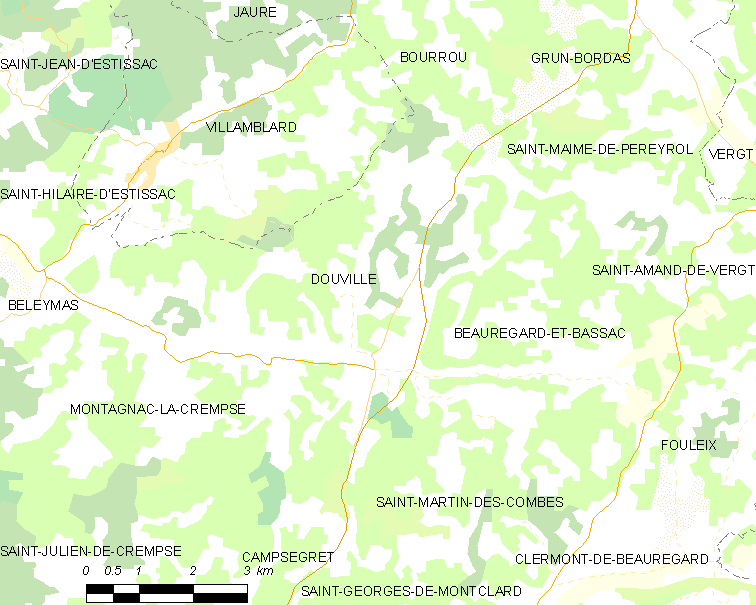
杜维尔的OSM定位图

杜维尔的时区为UTC+01:00、UTC+02:00（夏令时）。

## 行政
杜维尔的邮政编码为24140，INSEE市镇编码为24155。

## 政治
杜维尔所属的省级选区为中佩里戈尔县。

## 人口

1962-2008年间杜维尔人口变化图示

杜维尔于2022年1月1日时的人口数量为456人。